# Parque nacional de Doi Khun Tan
El parque nacional de Doi Khun Tan  (en tailandés: อุทยานแห่งชาติดอยขุนตาล) es un área protegida que se encuentra en las provincias de Lamphun y Lampang, en Tailandia. Tiene una superficie de 255,29 kilómetros cuadrados y fue creado en 1975, siendo el 9.º parque nacional del país.
- Datos: Q1322807
- Multimedia: Doi Khun Tan National Park / Q1322807